# Lineární programování
Jako lineární programování nebo též lineární optimalizace či LP se označuje subdisciplína matematického programování, která řeší problém nalezení minima nebo maxima lineární funkce určitého počtu proměnných na množině popsané soustavou lineárních nerovnic.
Na tento typ úlohy lze převést řadu praktických problémů. Pro řešení jsou známy spolehlivé algoritmy.

## Úloha
Úlohou lineárního programování je optimalizační úloha
{\displaystyle \min _{x\in M}c^{T}x},
přičemž:
- {\displaystyle c^{T}x} označuje skalární součin vektorů c, x.
- množina přípustných řešení M je popsána soustavou
{\displaystyle Ax=b,\quad x\geq 0},

kde A je matice rozměru m × n, b je m-rozměrný vektor a c, x jsou n-rozměrné vektory. Součin Ax označuje součin matic.